# 懷特羅克鎮區 (堪薩斯州里帕布利克縣)
懷特羅克鎮區（英語：White Rock Township）為美國堪薩斯州里帕布利克縣轄下的鎮區。2010年美国人口普查中此鎮區人口有69人。

## 歷史
鎮區名稱以位於此鎮區西北部的懷特羅克溪（White Rock Creek）為名。

## 地理
懷特羅克鎮區涵蓋總面積為93.4平方（36.06平方英里），其中陸地面積為92.7平方（35.81平方英里），水域面積為0.65平方（0.25平方英里）或0.69%。海拔高度469（1,539英尺）。

## 人口統計
根據2010年美國人口普查，懷特羅克鎮區人口有69人，其中男性有33人，女性有36人，人口密度為每平方公里0.74人，住房計37戶。鎮區內的白人有68人，非裔美國人有0人，美洲原住民有0人，亞裔美國人有0人，太平洋島裔美國人有0人，其他種族有1人，混血種族則有0人。此外鎮區內有1人為西班牙裔或拉丁裔美國人。此鎮區之年齡中位數為51.8歲，而男性年齡中位數為51.5歲，女性年齡中位數為52.5歲。

## 交通

### 主要公路
- 266號堪薩斯州州道